# Lorenzo Gasperoni
Lorenzo Gasperoni (San Vendemiano, 3 gennaio 1990) è un calciatore sammarinese, centrocampista del Tre Penne.

## Carriera
Con la Nazionale Under-21 ha giocato 12 partite di qualificazione agli Europei di categoria.
Ha esordito in Nazionale maggiore l'11 ottobre 2013 in Moldavia-San Marino (3-0).